# 韋德島

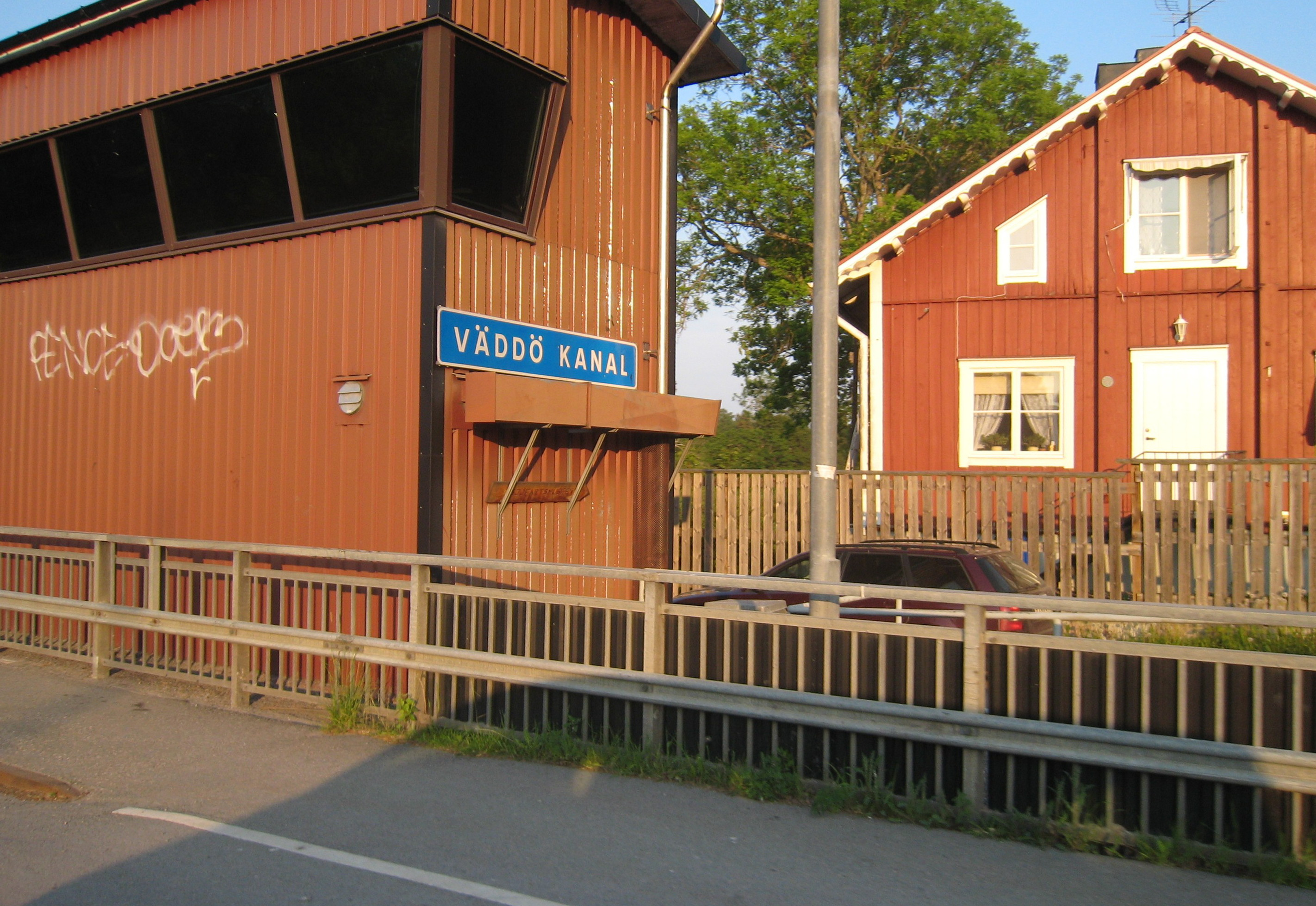

韋德島是瑞典的島嶼，位於波羅的海，距離首都斯德哥爾摩100公里，屬於斯德哥爾摩群島的一部分，由北泰利耶市镇負責管轄，面積128平方公里。
60°00′N 18°50′E / 60.000°N 18.833°E